# Suzuki Celerio

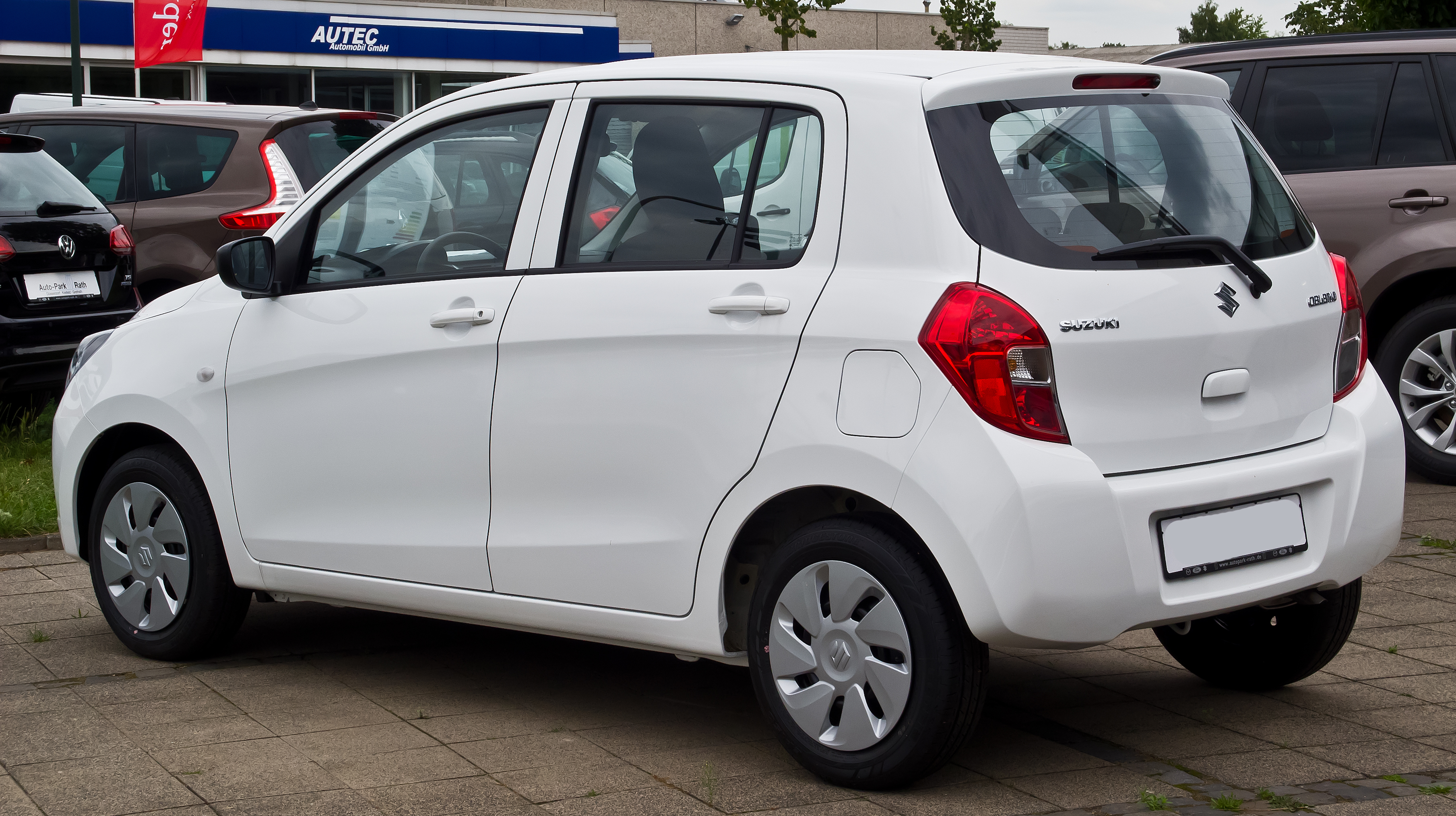

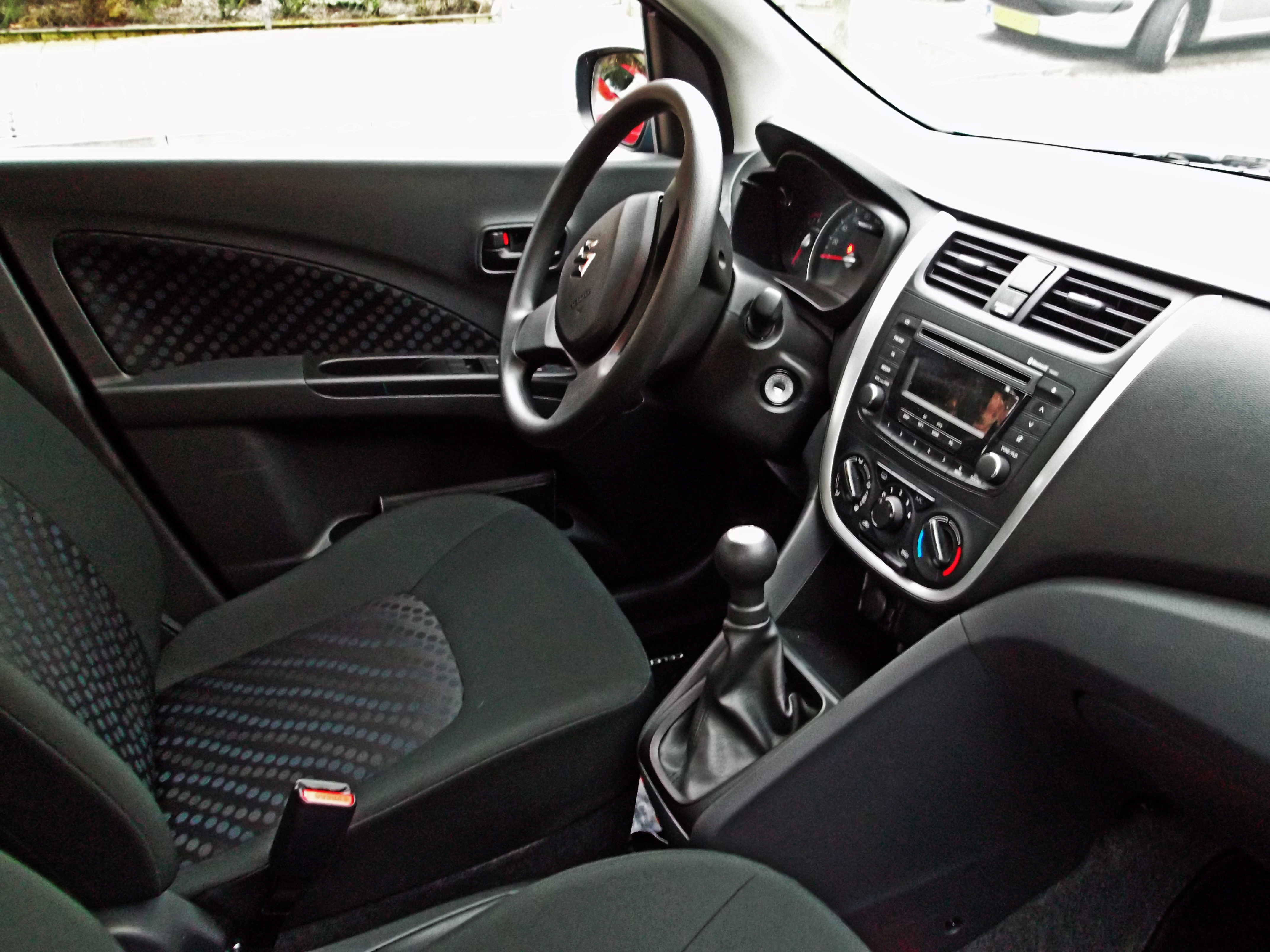
Салон

Suzuki Celerio — міський автомобіль виготовлений компанією Maruti Suzuki в Індії і запущений в виробництво в лютому 2014 році. Автомобіль складає конкуренцію Honda Brio, Hyundai i10, Ford Figo, Chevrolet Beat, і Nissan Micra Active.
Maruti Suzuki представила Celerio на виставці Auto Expo 2014 року.
На Женевському автосалоні 2014 року представили модифікацію для європейського ринку.
Celerio для європейського ринку оснащений: трициліндровим мотором об'ємом 1,0 л, який розвиває 68 к.с., чотирма подушками безпеки, ESP і аудіосистемою, а ось за кондиціонер треба доплачувати.

## Двигуни
- 1.0 л K10C/K10B (K-Next) I3
- 0.8 л I2 (diesel)